# والری توکارف
والری توکارف (به انگلیسی: Valeri Tokarev) فضانورد اهل روسیه است که در ۲۹ اکتبر ۱۹۵۲ در کاپوستین یار زاده شد. وی در مأموریت اس‌تی‌اس-۹۶، سایوز تی‌ام‌ای-۷، اکسپدییشن ۱۲ حضور داشته است.